# Villeneuve-de-Marsan
Villeneuve-de-Marsan är en kommun i departementet Landes i regionen Nouvelle-Aquitaine i sydvästra Frankrike. Kommunen ligger i kantonen Villeneuve-de-Marsan som tillhör arrondissementet Mont-de-Marsan. År 2022 hade Villeneuve-de-Marsan 2 487 invånare.

## Befolkningsutveckling
Antalet invånare i kommunen Villeneuve-de-Marsan
Referens:INSEE